# 王信 (明の軍人)
王信（おう しん、生年不詳 - 1486年）は、明代の軍人。字は君実。本貫は漢中府南鄭県。

## 生涯
王忠と岳氏のあいだの子として生まれた。父の王忠は王信が生まれて半年で漠北遠征のため戦没し、母の岳氏が苦労して王信を育てた。正統年間、王信は寛河衛千戸の位を嗣いだ。正統14年（1449年）、オイラトのエセン・ハーンが北京に迫ると、王信は西直門外で抗戦して功績を挙げ、永清右衛指揮僉事に抜擢された。景泰6年（1455年）、五開衛の少数民族の反乱を討って指揮同知に転じた。天順5年（1461年）、曹欽が反乱を起こすと、王信は東市で迎撃した。指揮使となり、文華殿侍衛をつとめた。
成化元年（1465年）、王信は功を重ねて都指揮僉事に上り、荊州府と襄陽府を守備した。劉千斤が反乱を起こすと、王信は房県に進軍して、県城に拠った。王信の兵は1000人に満たなかったが、反乱軍は4000人でやってきて、房県城を包囲した。王信は抗戦すること40日あまり、決死の士を選抜して、城を出て5、6里のところに火砲を設置した。反乱軍は援軍がやってきたと疑って逃走した。王信はこれを追撃して破った。まもなく白圭が官軍を率いて到着すると、王信はその下で右参将となり、道を分かれて後巌山を突き、反乱軍を滅ぼした。功を論じられて、都指揮同知に進んだ。石龍の反乱軍が巫山県を攻め落とすと、王信は諸将とともにこれを鎮圧した。ときに流民が荊州府・襄陽府・南陽府の間をたむろしていた。王信はこれを憂慮して朝廷に報告した。成化4年（1468年）1月、王信は南陽府の軍務を兼任するよう命じられた。李原らが反乱を起こすと、王信は項忠とともにこれを鎮圧した。成化8年（1472年）9月、王信は都督僉事の代行に抜擢され、臨清県に駐屯して守備した。
成化13年（1477年）、王信は本官のまま平蛮将軍の印を佩き、総兵官として湖広に移駐した。永順と保靖の宣慰使司の兵は代々お互いを仇として殺し合っていた。王信が利害を説くと、二宣慰使司の兵は和解した。靖州と武岡州の少数民族が長らく争っていたため、明の守臣のあいだではかれらを掃討しようという議論が起こっていた。王信は自ら両所に赴き、牛と酒で労い、両者の非を責めると、両者は拝礼して罪に服した。
成化17年（1481年）、王信は公正な人物を知府や県令に選び、官の冗員を削るよう上疏した。また部指揮の劉斌や張全を智勇兼備の人物として、朝廷に推薦した。成化21年（1485年）、巡撫の馬馴らが、副総兵の周賢と参将の彭倫の官がいずれも都督僉事であるのに、王信が都督僉事の代行の職にとどまっているのはよろしくないとして、秩一等を進めるよう言上した。兵部が王信に軍功がないとして反対したが、成化帝は特例として王信を都督同知に抜擢した。ほどなく王信は総督漕運に転じた。翌年、死去した。
子の王継善と王従善は、いずれも進士に及第した。